# Aurantiosacculus
Aurantiosacculus är ett släkte av svampar. Aurantiosacculus ingår i divisionen sporsäcksvampar och riket svampar.